# Nationaal Park Toenkinski
Nationaal Park Toenkinski (Russisch: Национальный парк «Тункинский») is een nationaal park gelegen ten zuiden van het Baikalmeer, in de Russische autonome republiek Boerjatië. De oprichting tot nationaal park vond plaats op 27 mei 1991, per decreet (№ 282/1991) van de Raad van Ministers van de Russische SFSR. Het nationaal park heeft momenteel een oppervlakte van 11.836,62 km². In het zuidwesten grenst het aan het bijna even grote Nationaal Park Hövsgöl Nuur van Mongolië. Een deel van het nationaal park maakt sinds 1996 deel uit van de UNESCO-Werelderfgoedinschrijving «Baikalmeer».

## Kenmerken
Het grondgebied van Nationaal Park Toenkinski valt samen met dat van het administratief district Toenkinski en grenst in het zuidwesten aan Mongolië. De noordelijke en noordwestelijke bergkammen behoren toe tot de Oostelijke Sajan, terwijl de zuidelijke bergkammen tot de westelijke uitlopers van het Chamar-Dabangebergte behoren. Daarnaast is het nationaal park gelegen tussen de zoetwatermeren Hövsgöl Nuur en Baikalmeer. De belangrijkste waterloop is de rivier Irkoet, die in het dal tussen de twee gebergten stroomt.
Bossen bezetten met een oppervlak van 10.718 km² (71%) het overgrote deel van Toenkinski. De belangrijkste bosvormende soorten zijn de Siberische den (Pinus sibirica), Siberische lariks (Larix sibirica), grove den (Pinus sylvestris), Siberische spar (Picea obovata), Siberische zilverspar (Abies sibirica), Aziatische berk (Betula platyphylla), esp (Populus tremula) en Mongoolse populier (Populus suaveolens). Ook zijn er veel bergachtige, ruige terreinen met puinhellingen, bergtoendra, bergsteppe en alpenweiden. Overige biotopen zijn bergmeren, rivieren en beken.

## Flora en fauna
In Nationaal Park Toenkinski zijn maar liefst 1.037 vaatplanten vastgesteld. Vele hiervan zijn endemisch voor de regio, zoals Fritillaria dagana, Viola ircutiana en Viola alexandrowiana.
Grote zoogdieren in het gebied zijn onder andere het Siberisch muskushert (Moschus moschiferus), Siberisch ree (Capreolus pygargus), Siberische wapiti (Cervus canadensis sibiricus), wolf (Canis lupus) en bruine beer (Ursus arctos). Onder de kleinere zoogdieren bevinden zich onder meer de sabelmarter (Martes zibellina), hermelijn (Mustela erminea), noordelijke fluithaas (Ochotona hyperborea), gewone vliegende eekhoorn (Pteromys volans), langstaartgrondeekhoorn (Spermophilus undulatus) en noordse spitsmuis (Sorex caecutiens). De zeldzaamste zoogdieren die in het gebied zijn vastgesteld, zijn de Aziatische wilde hond (Cuon alpinus) en het sneeuwluipaard (Panthera uncia), beide soorten staan op de Rode Lijst van de IUCN en de Russische Rode Lijst van bedreigde soorten.
In Nationaal Park Toenkinski zijn 207 broedvogels vastgesteld. Vogelsoorten die men in lariksbossen kan aantreffen zijn zowel het auerhoen (Tetrao urogallus) als rotsauerhoen (Tetrao parvirostris) en soorten als Siberische boompieper (Anthus hodgsoni), noordse boszanger (Phylloscopus borealis) en bladkoning (Phylloscopus inornatus). In donkere bergtaiga broeden vogelsoorten als hazelhoen (Tetrastes bonasia), spiegelroodstaart (Phoenicurus auroreus), grauwe fitis (Phylloscopus trochiloides) en Pallas' boszanger (Phylloscopus proregulus). In bergtoendra is de soortsamenstelling weer anders en kan men vooral roodkeelnachtegalen (Luscinia calliope), Pallas' rietgorzen (Emberiza pallasi) en roodmussen (Carpodacus erythrinus) vinden. Ook het bedreigde altaiberghoen (Tetraogallus altaicus) leeft hoog in de bergen, een soort die alleen in Centraal-Azië voorkomt.
- Gemeinsame Normdatei: 4823229-4
- Virtual International Authority File: 233906864